# Апостольский нунций в Баварии
Апостольский нунций в Баварии — бывший церковно-дипломатический пост Святого Престола, представлявший интересы Папства в католической Баварии — государства, которое, последовательно входило в состав Священной Римской империи, имело собственный суверенитет, а затем было частью Германской империи, Веймарской республики, и, наконец нацистской Германии. Резиденция Апостольской нунциатуры в Баварии находилась в Мюнхене с 1785 года по 1936 год. До этого, была одна Апостольская нунциатура в Священной Римской империи, также был Апостольский нунций в Кёльне, аккредитованный при архиепископах-курфюрстах Кёльна, Майнца и Трира.

## История
Новая Апостольская нунциатура была учреждена Папой Пием VI в Мюнхене в 1785 году, по просьбе Карла Теодора, курфюрста Баварии. Назначение Джулио Чезаре Дзольо апостольским нунцием возмутило курфюрстов-архиепископов Кёльна, Майнца и Трира, которые рассматривали апостольского нунция в Кёльне быть подходящим для всей Империи. Иосиф II, император Священной Римской империи занял сторону курфюрстов, и заявил, что он признает нунциев, только, в их «политическом характере». Таким образом, существовало два нунция: один в Кёльне, и один в Мюнхене, разделение юрисдикции которых стало делом раздоров.
Последнему апостольскому нунцию в Кёльне, Аннибале делла Дженга, при курфюрстах-архиепископах Кёльна, Майнца и Трира оккупированных Францией в 1795 году и ликвидированных в 1803 году, соответственно, пришлось проживать в Аугсбурге, который был присоединён к Баварии в 1803 году. С роспуском Империи в 1806 году Бавария получила полный суверенитет, а традиция апостольского нунция в Кёльне была продолжена апостольским нунцием в Австрии, в Вене, правомочным лишь для Австрийской империи.
В 1800—1818 годах апостольская нунциатура в Мюнхене была закрыта, из-за давления Наполеона на Святой Престол. Тем не менее, после подписания Баварского конкордата 1817 года, взаимоотношения были возобновлены в 1818 году. Таким образом Австрия и королевство Бавария сохранили свои отдельные отношения с Папой, а также после того, как они оба присоединились к Германскому союзу в 1815 году, который не был государством, но был лишь Конфедерацией. В то же время преобладающие лютеранские или кальвинистские немецкие государства в рамках Германского союза, упраздненного в 1866 году, не имели дипломатических отношений со Святым Престолом. Ни одно из государств Северогерманского союза, конфедерации без Австрии и Южной Германии, не имели отношений со Святым Престолом. Когда большинство немецких государств, кроме Австрии, объединились с Северогерманским союзом, в целях формирования единой Германской империи, в 1871 году, Бавария была единственным государством-членом с апостольской нунциатурой.
Когда Баварская монархия стала Свободным государством Бавария после отречения короля, как и все немецкие монархии и Империя и стали республиками, дипломатические отношения продолжали сохраняться, так как германским государствам, как правило, разрешалось иметь иностранные отношения. В 1920 году Германия установила официальные дипломатические отношения со Святым Престолом, так что Эудженио Пачелли — апостольский нунций в Баварии, был назначен первым апостольским нунцием в Германии, в личной унии с баварской апостольской нунциатурой. Тем не менее, Апостольская нунциатура в Германии продолжала находиться в Мюнхене, поскольку Берлин, одновременная столица Германии и Пруссии, был расположен в Пруссии, не имевшей официальных связей со Святым Престолом. Пачелли заключил новый Баварский конкордат 1924 года с Свободным государством Бавария.
В 1925 году Свободное государство Пруссия, самая крупное немецкое государство, установило дипломатические отношения со Святым Престолом, так что Пачелли ушёл в отставку с поста апостольского нунция в Баварии, чтобы стать первым апостольским нунцием в Пруссии, в личной унии с постом апостольского нунция в Германии, открыв Апостольскую нунциатуру в Берлине. Затем он вёл переговоры о Прусском конкордате 1930 года, прежде чем он был возведён в кардиналы и стал государственным секретарём Святого Престола ведшим переговоры о Рейхсконкордате, заключённым, наконец, с нацистской Германией в 1933 году.
При проведении нацистской политики Гляйхшальтунг формально была уничтожена государственность немецких государств и установлена централизованная диктатура в 1934 году, и Бавария больше не вела собственные дипломатические отношения. В то время как Пачелли удалось сохранить апостольскую нунциатуру в Баварии в качестве своего рода форпоста Апостольской нунциатуры в Германии, нацистское правительство изгнало последнего нунция в Баварии в 1936 году.

## Апостольские нунции в Баварии
- апостольский нунций Джулио Чезаре Дзольо — (27 июня 1785 — 13 апреля 1795 — умер на своём посту);
  - апостольский интернунций Аннибале делла Дженга — (18 мая 1795 — 26 апреля 1796 — по совместительству, будучи апостольским нунцием в Кёльне);
- Эмидио Дзиуччи — (26 апреля 1796 — 30 апреля 1800);
- вакансия — (30 апреля 1800 — 6 октября 1818);
- Франческо Серра Кассано — (6 октября 1818 — 3 июля 1826 — назначен коадъютором архиепископа Капуи);
- Карло Джузеппе Бенедетто Мерси д’Аржанто — (3 октября 1826 — 27 апреля 1837);
  - поверенный в делах Луиджи Сантарелли — (27 апреля 1837 — 9 августа 1838);
  - временный интернунций Микеле Вьяле-Прела — (9 августа 1838 — 20 июля 1841);
- 1841—1845: Микеле Вьяле-Прела — (20 июля 1841 — 27 мая 1845 — назначен апостольским нунцием в Австрии);
- Карло Луиджи Морикини — (23 мая 1845 — 2 августа 1847 — назначен про-генеральным казначеем Апостольской Палаты);
  - поверенный в делах Антонио Мария Валенциани — (2 августа 1847 — 30 января 1848);
  - временный интернунций Карло Саккони — (30 января 1848 — 6 июня 1851);
- Карло Саккони — (6 июня 1851 — 28 сентября 1853 — назначен апостольским нунцием во Франции);
- Антонио Саверио Де Лука — (24 декабря 1853 — 9 сентября 1856);
- Флавио Киджи — (24 апреля 1857 — 12 октября 1861 — назначен апостольским нунцием во Франции);
- Маттео Эустакио Гонелла — (12 октября 1861 — 22 июня 1866 — назначен архиепископом-епископом Витербо и Тосканеллы);
- Пьер Франческо Мелья — (26 октября 1866 — 10 июля 1874 — назначен апостольским нунцием во Франции);
- Анджело Бьянки — (13 ноября 1874 — 8 июня 1877 — назначен секретарём Священной Конгрегации по делам епископов и монашествующих);
- Гаэтано Алоизи Мазелла — (5 июня 1877 — 30 сентября 1879 — назначен апостольским нунцием в Португалии);
- Чезаре Рончетти — (8 августа 1879 — 30 мая 1881 — умер на своём посту);
- Анджело Ди Пьетро — (21 марта 1882 — 23 мая 1887 — назначен апостольским нунцием в Испании);
- Фулько Луиджи Руффо-Шилла — (23 мая 1887 — 20 марта 1889 — назначен магистром Папского Дома и префектом Апостольского дворца);
- Антонио Альярди — (9 апреля 1889 — 12 июня 1893 — назначен апостольским нунцием в Австро-Венгрии);
- Андреа Аюти — (7 июня 1893 — 26 сентября 1896 — назначен апостольским нунцием в Португалии);
- Бенедетто Лоренцелли — (1 октября 1896 — 10 мая 1899 — назначен апостольским нунцием во Франции);
- Чезаре Самбучетти — (7 января 1900 — 10 января 1904);
- Карло Капуто — (15 января 1904 — 24 августа 1907);
- Андреас Франц Фрювирт, OP — (26 октября 1907 — 6 декабря 1915, про-нунций до ноября 1916 — возведён в кардиналы-священники);
- Джузеппе Аверса — (4 декабря 1916 — 12 апреля 1917 — умер на своём посту);
- Эудженио Пачелли — (20 апреля 1917 — 18 августа 1925 — одновременно апостольский нунций в Германии (22 июня 1920 — 16 декабря 1929), а также апостольский нунций в Пруссии (18 августа 1925 — 16 декабря 1929);
- Альберто Вассалло-Торрегроссо — (8 июня 1925 — 31 мая 1934 — последний апостольский нунций в Баварии).